# 2007年3月19日日食
2007年3月19日日食是一次日偏食，發生於2007年3月19日（西半球為3月18日）。新月當天（即朔日），地球上觀測到月球和太阳的角距離極小，此時月球如果恰好在月球交點附近，穿過太阳和地球之間，與地球、太阳接近一直線，則會出現日食。由於月球偏北或偏南，本影及偽本影從地球以北或以南經過而未接觸地表，只有半影覆蓋了地球北端或南端部分區域，形成日偏食。此次日偏食月球偏北，出現在除西亚和马来群岛外的亚洲大部分及周邊部分地區。

此次日偏食過程中月影在地表移動的動畫

## 日食概況

### 出現區域
本次日偏食可在伊朗東半部、除马尔代夫南半部外的南亚绝大部分、中亚、除日本中東部和南海南部外的东亚絕大部分、中南半島（不含马来半岛）、俄罗斯的欧洲部分東半部和除千島群島外的亚洲部分，及北美洲最西北端的美国阿拉斯加州大部看到。其中絕大部分位於國際日期變更線以西，在3月19日看到日食，僅北美洲西北端在3月18日看到日食。

### 基本參數
- 類型：日偏食
- 食分最大處（位於俄罗斯伏爾加聯邦管區彼爾姆邊疆區北端）資料：
  - 時間：2007年3月19日2:31:52.1
  - 地點：61°00′N 55°30′E / 61.0°N 55.5°E[3]
  - 食分：0.8756（日食帶內最大）[4]

## 照片

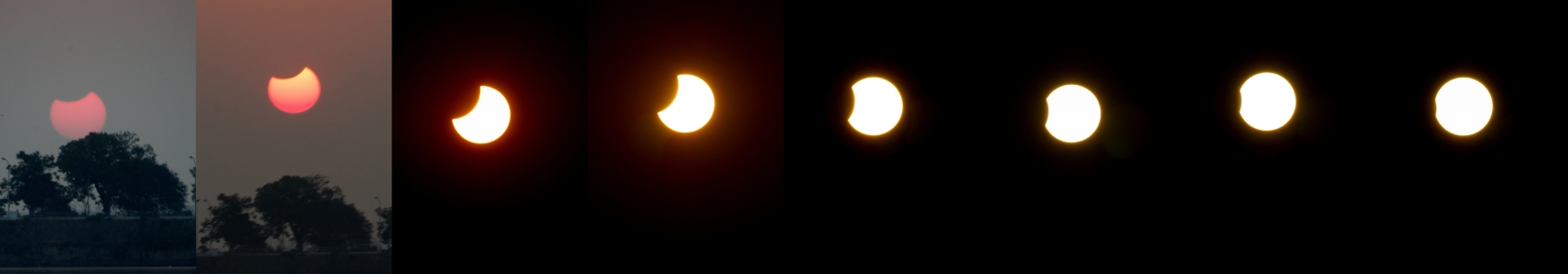
印度海得拉巴

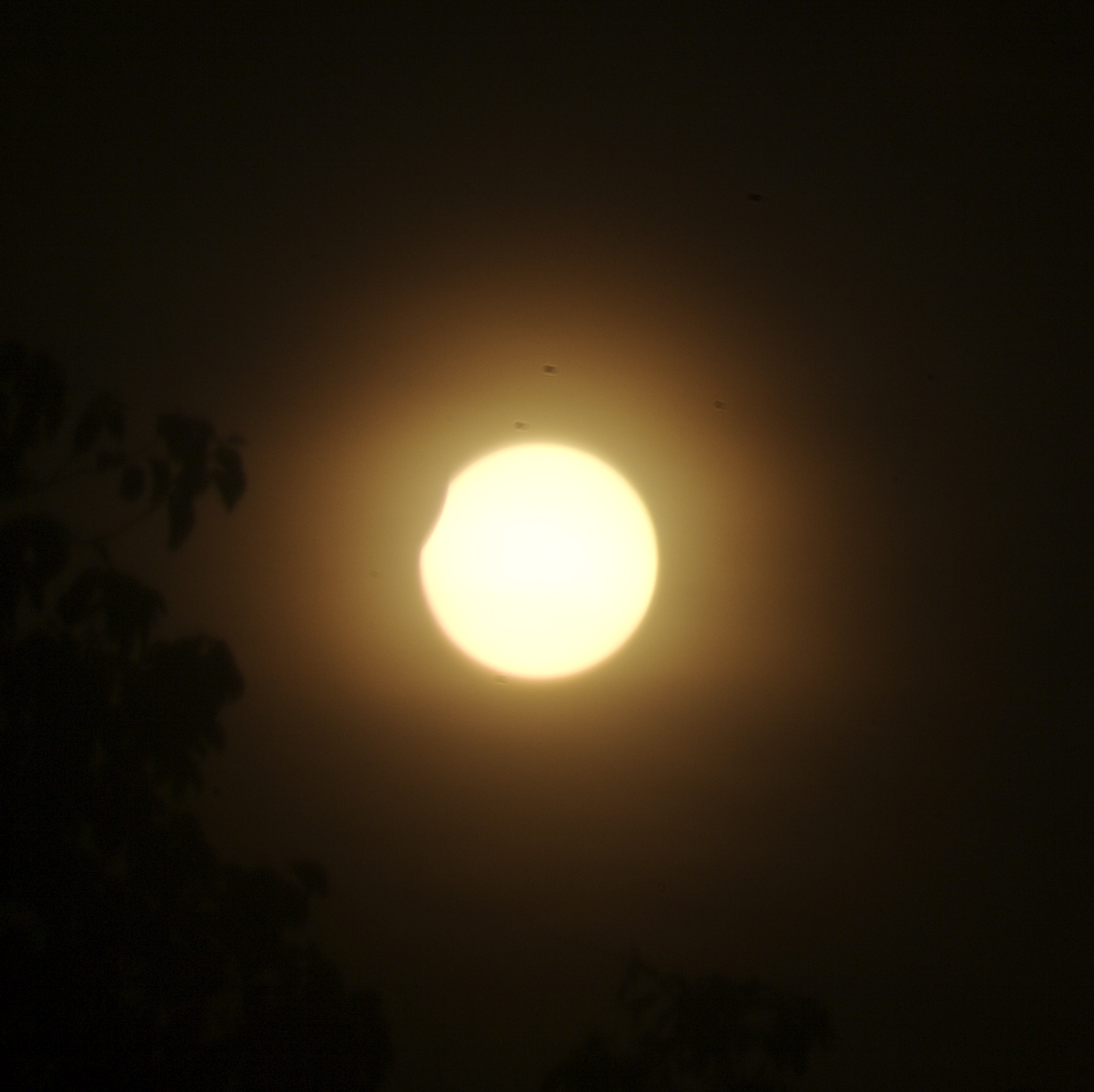
斯里蘭卡馬哈拉加馬（英语：Maharagama）（1:03 UTC）
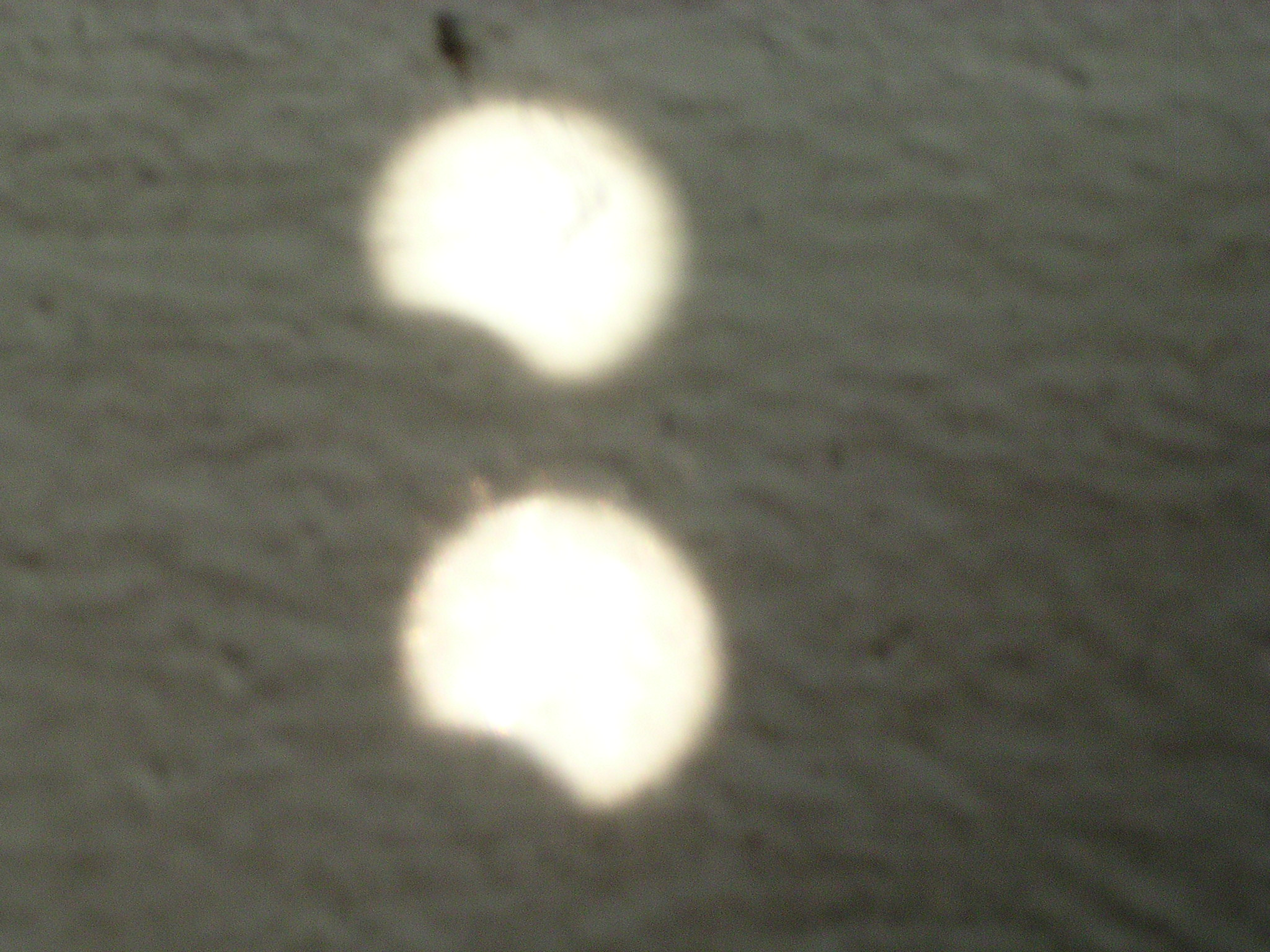
泰国孔敬日食的陰影（1:28 UTC）

## 相關的日食

### 2004-2007年的日食
月球交替位於相對的月球交點時，以半個交點年（食年），即約177天又4小時間隔出現下列日食。
| 日食列表  |           |           |           |           |           |           |           |           |           |           |           |
| 1997-2000 | 2000-2003 | 2004-2007 | 2008-2011 | 2011-2014 | 2015-2018 | 2018-2021 | 2022-2025 | 2026-2029 | 2029-2032 | 2033-2036 | 2036-2039 |

| 升交點                     | 升交點                   |                            | 降交點                    | 降交點 |
| 沙羅週期                   | 地圖                     | 沙羅週期                   | 地圖                      |        |
| 119                        | 2004年4月19日 偏食（南） | 124                        | 2004年10月14日 偏食（北） |        |
| 129 委內瑞拉奈瓜塔的日偏食 | 2005年4月8日 全環食      | 134 西班牙馬德里的日環食   | 2005年10月3日 環食        |        |
| 139 土耳其西代的日全食     | 2006年3月29日 全食       | 144 巴西聖保羅的日偏食     | 2006年9月22日 環食        |        |
| 149 印度齋浦爾的日偏食     | 2007年3月19日 偏食（北） | 154 阿根廷科爾多瓦的日偏食 | 2007年9月11日 偏食（南）  |        |

### 沙羅周期
沙羅周期長度為18年11天。本次日食屬於沙羅周期149，共包含71次日食，依次為1664年8月21日至2025年3月29日的21次日偏食、2043年4月9日至2331年10月2日的17次日全食、2349年10月13日至2385年11月3日的3次全環食（亦稱混合食）、2403年11月15日至2800年7月13日的23次日環食、2818年7月24日至2926年9月28日的7次日偏食，總共歷時1262.11年。其中最長的全食發生於2205年7月17日，共持續4分10秒。
下表列舉了1901年至2100年間發生的屬於該週期的日食，是第15至25次：
| 15            | 16            | 17            |
| ------------- | ------------- | ------------- |
| 1917年1月23日 | 1935年2月3日  | 1953年2月14日 |
| 18            | 19            | 20            |
| 1971年2月25日 | 1989年3月7日  | 2007年3月19日 |
| 21            | 22            | 23            |
| 2025年3月29日 | 2043年4月9日  | 2061年4月20日 |
| 24            | 25            |               |
| 2079年5月1日  | 2097年5月11日 |               |

## 外部連結
- NASA日食專頁（页面存档备份，存于）（英文）
- 可見區域圖和時間統計：由弗雷德·埃斯佩納克做出的日食預報，NASA/GSFC
  - 貝塞爾元素
- Spaceweather.com的多地日偏食照片（页面存档备份，存于）（英文）
- 印度、果阿的日偏食，2007年3月22日每日一天文圖
- 圖蘭的日出，2007年3月23日每日一天文圖，拍攝於伊朗哈爾圖蘭國家公園

| \| \| 日食 \|                             |                              |                                           |
| 上一次日食： 2006年9月22日日食 （日環食） | 2007年3月19日日食 （日偏食） | 下一次日食： 2007年9月11日日食 （日偏食） |
| 上一次日偏食： 2004年10月14日日食         | 2007年3月19日日食 （日偏食） | 下一次日偏食： 2007年9月11日日食          |
|                                           | 日食                         |                                           |